# Angiorhina fulvicornis
Angiorhina fulvicornis är en tvåvingeart som först beskrevs av Zetterstedt 1849.  Angiorhina fulvicornis ingår i släktet Angiorhina, och familjen parasitflugor. Arten är reproducerande i Sverige.